# Ѵ
Ѵ (ižica, minuskule ѵ) je již běžně nepoužívané písmeno cyrilice. Písmeno zachycovalo hlásku podobnou německé hlásce ü. Používalo se především pro slova převzatá z řečtiny.
V současných liturgických textech je vyslovováno buď jako i, nebo jako v. Pokud se má Ѵ číst jako i v případě, kdy by se četla jako v, je nutné použít variantu Ѷ (Ѵ s diakritickým znaménkem nazývaným kendema).
V hlaholici mu odpovídá písmeno Ⱛ.